# Ми — наші гори
Ми — наші гори (вірм. Մենք ենք մեր սարերը) — монумент на вершині пагорба біля траси, при в’їзді в місто Ханкенді з боку Аскерана. В народі називається також «Дід та баба» (вірм. Տատիկ-պապիկ, татік-папік).
Автор монумента — народний художник Вірменської РСР скульптор Саргіс Багдасарян. Пам'ятник побудований в 1967 році, представляє двох літніх людей — чоловіка і дружину — в народному одязі, виготовлений з октемберянського (армавірського) червонуватого туфу. Статуя не має постаменту, за задумом автора, це створює відчуття, що фігури вросли в гори, поріднилися з ними.
За повідомленням газети «Правда», монумент «є першим пам'ятником світу, побудованим на честь довгожителів» . Як відзначає Шаген Мкртчян, посилаючись на публікації 1983 року, Нагірний Карабах називався «епіцентром довгожителів планети», тут проживало найбільша в СРСР кількість людей віком понад 100 років .
Монумент зображений на гербі невизнаної Нагірно-Карабаської Республіки.